# Volta Mantovana
Volta Mantovana – miejscowość i gmina we Włoszech, w regionie Lombardia, w prowincji Mantua.
Według danych na rok 2004 gminę zamieszkiwały 6602 osoby, 132 os./km².